# Sporthalle Schachen
Die Sporthalle Schachen (kurz: der Schachen) ist eine Handballhalle in Aarau, Schweiz und die Heimat des HSC Suhr Aarau.
Neben der Sporthalle gibt es die Pferderennbahn Schachen, die Sportanlage Schachen, das Leichtathletikstadion Schachen und das Freibad Schachen.

## Geschichte
Der Schachen wurde 1969 eröffnet. Er war die Heimhalle des BTV Aaraus und des TV Suhrs.
An der Handball-Weltmeisterschaft der Männer 1986 war der Schachen Spielort der Gruppe A (Vorrunde), Gruppe II (Hauptrunde) und der Platzierungsrunde.
Nachdem der BTV Aarau und TV Suhr in der Saison 2007/08 zum HSC Suhr Aarau fusionierten, blieb der Schachen deren Heimhalle.